# منتخب الكويت لهوكي الجليد
منتخب الكويت الوطني لهوكي الجليد هو المنتخب الوطني للرجال لهوكي الجليد في الكويت، وعضوا منتسبا في الاتحاد الدولي لهوكي الجليد.

## التاريخ
في عام 1985 انضم الاتحاد الكويتي لهوكي الجليد للاتحاد الدولي لهوكي الجليد ولكن طردوا في عام 1992 بسبب قلة النشاط، وفي عام 1999 عادت الكويت ولعبت أول مبارياتها في دورة الألعاب الآسيوية الشتوية 1999، ضد اليابان، ثم الصين، ومنغوليا، وخسرت مواجهاتها الثلاث. وفي عام 2007 عادوا إلى اللعب الدولي في دورة الألعاب الآسيوية الشتوية 2007 حيث سجلت أول فوز لهم ضد ماكاو، وفي العام التالي 2008 حصل المنتخب الكويتي في كأس العرب لهوكي الجليد على المركز الثاني بعد خسارته امام الإمارات في المباراة النهائية. وفي عام 2010 تنافست الكويت في كأس التحدي الآسيوي الأول لها، واحتلت المركز السابع . وفي مايو من العام ذاته شاركت في بطولة الخليج لهوكي الجليد 2010.